# Radu Mihaileanu
Pour les articles homonymes, voir Mihaileanu.
Radu Mihaileanu (en roumain Mihăileanu), né le 23 avril 1958 à Bucarest, est un réalisateur et scénariste français d'origine roumaine.

## Biographie
Fils d'un journaliste juif, Mordechaï Buchman, dissident communiste anti-stalinien, Radu Mihaileanu quitte la Roumanie en 1980 pour émigrer en Israël, puis en France où il étudie le cinéma à l'Idhec (ancien nom de la Fémis). Après ses études, il exerce le métier d'assistant réalisateur durant les années 1980, notamment auprès de Marco Ferreri avec qui il collabore ensuite à l'adaptation du dialogue de Platon pour le téléfilm Le Banquet en 1989.
Il a publié un recueil de poèmes en 1987, intitulé Une vague en mal de mer. 

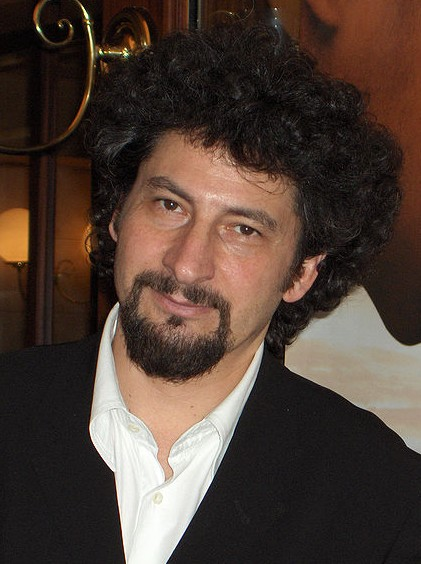
Radu Mihaileanu lors de la conférence de presse de Va, vis et deviens à Lyon en 2005

En 1993 sort Trahir (ro), son premier long métrage en tant que réalisateur, dont il coécrit le scénario. Le film bénéficie d'un bon accueil critique et obtient plusieurs prix dans des festivals (Montréal, Istanbul…). Après la réalisation d'un premier téléfilm en 1997 pour M6 (Bonjour Antoine), Radu Mihaileanu signe son deuxième long métrage, Train de vie. Le film obtient un succès international, notamment grâce à deux prix gagnés durant le Festival de Venise en 1998. Alors qu'un projet de film noir tourné en anglais n'aboutit pas, Mihaileanu accepte de tourner un autre téléfilm, Les Pygmées de Carlo, pour Arte, en 2002. 
Après une rencontre avec des immigrés éthiopiens en Israël, il se lance dans une vaste entreprise qui aboutira en 2005 à Va, vis et deviens, qui le consacrera César du meilleur scénario original l'année suivante, après également des prix glanés durant la Berlinale 2005. 
En 2009 sort Le Concert qui attire près de 1,9 million de spectateurs en salles. Le film raconte la tentative d'un groupe d'anciens musiciens exclus du Bolchoï de Moscou de remplacer secrètement leurs successeurs actuels pour interpréter un concert au théâtre du Châtelet à Paris.
En 2011, changeant encore radicalement de sujet et d'environnement, Radu Mihaileanu sort La Source des femmes, avec Leïla Bekhti et Hafsia Herzi, film dans lequel les femmes d'un village du Maghreb revendiquent l'égalité avec leurs maris en refusant d'accomplir toutes les tâches non partagées. Le film est en sélection officielle au festival de Cannes 2011.
En 2013, il est président du jury au Festival du cinéma russe à Honfleur.
En 2016, il est président du jury des longs métrages au Festival de cinéma européen des Arcs. 
Son fils, Gary Mihaileanu, exerce la profession d'acteur.

## Filmographie

### Réalisateur
- 1980 : Les Quatre Saisons (court métrage)
- 1993 : Trahir (ro)
- 1997 : Bonjour Antoine (téléfilm)
- 1998 : Train de vie
- 2002 : Les Pygmées de Carlo (téléfilm)
- 2005 : Va, vis et deviens
- 2006 : Lettre au Père Noël de Patrick Bruel (clip)
- 2007 : Opération Moïse (documentaire)
- 2009 : Le Concert
- 2011 : La Source des femmes
- 2016 : L'Histoire de l'amour

### Scénariste
- 1989 : Le Banquet (téléfilm, adaptation) de Marco Ferreri
- 1993 : Trahir (ro)
- 1998 : Train de vie
- 2002 : Les Pygmées de Carlo (téléfilm)
- 2005 : Va, vis et deviens
- 2007 : Opération Moïse
- 2009 : Le Concert
- 2010 : La Source des femmes
- 2014 : Caricaturistes, fantassins de la démocratie (documentaire) de Stéphanie Valloatto
- 2016 : L'Histoire de l'amour

### Producteur
Depuis Le Concert, Mihaileanu produit tous ses films avec sa société Oï Oï Oï Productions.
- 2005 : Va, vis et deviens
- 2007 : Opération Moïse
- 2009 : Le Concert
- 2010 : La Source des femmes
- 2014 : Caricaturistes, fantassins de la démocratie (documentaire) de Stéphanie Valloatto

### Assistant réalisateur
- 1985 : Dangereusement vôtre (A View to a Kill) de John Glen (équipe cascades)
- 1986 : I Love You de Marco Ferreri
- 1988 : Y'a bon les blancs  (Come sono buoni i bianchi) de Marco Ferreri
- 1988 : Les Saisons du plaisir de Jean-Pierre Mocky
- 1989 : Le Rêve du singe fou  (El sueño del mono loco) de Fernando Trueba
- 1990 : Un week-end sur deux de Nicole Garcia
- 1992 : Le Retour de Casanova d'Édouard Niermans
- 1992 : Maigret et la nuit du carrefour (téléfilm) d'Alain Tasma et Bertrand Van Effenterre

### Acteur
- 2014 : Les Yeux jaunes des crocodiles de Cécile Telerman

## Distinctions

### Récompenses
- Pour Trahir :

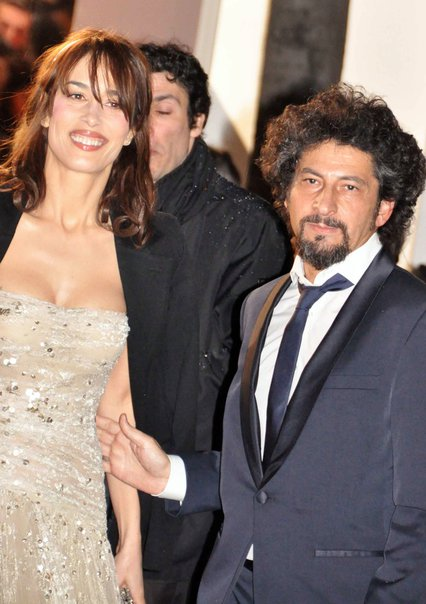
Radu Mihaileanu en compagnie de Dolores Chaplin en 2010, lors de la des César.

  - Festival des films du monde de Montréal 1993 : grand prix des Amériques, prix Montréal du Premier Film et prix du jury œcuménique (mention spéciale)
  - Festival international du film d'Istanbul 1994 : prix spécial du jury et prix CICAE
- Pour Train de vie :
  - Mostra de Venise 1998 : prix FIPRESCI et prix Anicaflash
  - Festival du cinéma est-européen de Cottbus 1998 : prix du public
  - Festival international du film de São Paulo 1998 : prix du public et prix de la critique
  - David 1999 du meilleur film étranger
  - Festival du film de Sundance 1999 : prix du public (à égalité avec Cours, Lola, cours)
  - Festival du film de Miami 1999 : prix du public
  - Festival international du film des Hamptons 1999 : film le plus populaire
  - Ruban d'argent européen 1999 du Syndicat national italien des journalistes de cinéma
- Pour Les Pygmées de Carlo :
  - Festival international du film francophone de Namur 2002 : prix du jury jeunesse
- Pour Va, vis et deviens :
  - César 2006 du meilleur scénario original (avec Alain-Michel Blanc)
  - Berlinale 2005 : prix du jury œcuménique, prix du public Panorama et Label Europa Cinemas (à égalité avec Crustacés et Coquillages)
  - Festival international du film de Copenhague 2005 : Cygne d'or du meilleur film
  - Festival du film d'aventures de Valenciennes 2005 : grand prix et prix du Public
- Pour Le Concert :
  - César 2010 de la meilleure musique
  - César 2010 du meilleur son
  - Prix du public 2009 à Cinemania
- Pour l'ensemble de sa carrière :
  - Le prix Henri-Langlois pour avoir su en quelques films marquer le cinéma mondial d’une empreinte particulière, courageuse et engagée par un travail sur la mémoire mêlant aux tragédies de l’Histoire moderne un humour, une poésie, un humanisme, savamment et idéalement distillés.
  - 2009 : prix Henri-Jeanson de la SACD

### Nominations
- Pour Train de vie :
  - César 1999 meilleur scénario et meilleur espoir masculin pour Lionel Abelanski
  - Grand prix Cinema Brazil 2001 pour le meilleur film étranger
- Pour Va, vis et deviens :
  - César 2006 du meilleur film et du meilleur réalisateur
- Pour Le Concert[8] :
  - César 2010 du meilleur film français
  - César 2010 du meilleur réalisateur
  - César 2010 du meilleur scénario original

### Décorations
- Chevalier de la Légion d'honneur (décret du 13 juillet 2011[9])
- Officier de l'ordre des Arts et des Lettres (arrêté du 16 janvier 2014[10])